# Insulanoplectron
Insulanoplectron is een geslacht van rechtvleugeligen uit de familie grottensprinkhanen (Rhaphidophoridae). De wetenschappelijke naam van dit geslacht is voor het eerst geldig gepubliceerd in 1970 door Richards.

## Soorten
Het geslacht Insulanoplectron  is monotypisch en omvat slechts de volgende soort:
- Insulanoplectron spinosum (Richards, 1970)